# 155 mm Creusot Long Tom
155 mm Creusot Long Tom var en fransk feltkanon. Den Sydafrikanske republik købte fire kanoner med 8800 runder med ammunition i 1897. Disse blev placeret i forter omkring Pretoria. Under Anden Boerkrig blev de brugt på slagmarken som feltkanoner. Efter at have opbrugt deres ammunition, blev de ødelagt for at forhindre, at de skulle falde i britiske hænder.